# Navigator Aurora
Navigator Aurora – газовий танкер для перевезення етану з енергетичною установкою, розрахованою на використання зрідженого природного газу (ЗПГ). На момент спорудження найбільший в світі етановоз, хоча невдовзі й поступився цим місцем першому в історії надвеликому етановому танкеру Ethane Crystal.
Замовлення зареєстрованої у Лондоні компанії Navigator Gas, інвестором якої виступає американський фінансист Вілбур Росс, виконала в 2016 році китайська компанія Jiangnan Shipyard з місцем розташування в Шанхаї.
Судно має 3 дводольні (bi-lobe) вантажні танки загальним об’ємом 37 300 м3 для 20 тисяч тонн етану або етилену. Крім того, перелік можливих вантажів включає аміак, мономер вінілхлориду, ненасичені вуглеводні (етилен, пропілен, 1-бутен, бутадієн), інші зріджені вуглеводневі гази (пропан, бутан, нерозділена фракція С4). Для підтримки вантажу в охолодженому стані – до -104°C при транспортуванні етилену – на борту наявні 2 холодильні установки Mayekawa, тоді як три компресори Sulzer B забезпечують в резервуарах тиск до 4,16 бар. Завантаження відбувається з показником 4000 м3 за годину, видача вантажу – у трохи повільнішому темпі до 3300 м3/год. Безпеку перевезень забезпечує наддув резервуарів азотом за допомогою власного газороздільного обладнання, розразованого на продукування 1800 м3/год.
Енергетична установка включає двигун MAN B&W 6S50ME-C8.2-GI потужністю 8,1 МВт, який може використовувати як традиційні нафтопродукти, так і ЗПГ. Останнє дозволяє значно скоротити викиди шкідливих речовин (сполуки сірки, а також оксиди азоту та діоксид вуглецю). В перспективі також заплановане перетворення Navigator Aurora на трипаливне, здатне використовувати для роботи своєї силової установки власний вантаж етану. Операційна швидкість судна становить 16 вузлів.
Судно стало першим у серії з чотирьох, до якої також відносяться Navigator Prominence, Navigator Eclipse та Navigator Nova. Ще на етапі будівництва його законтрактували на 10 років для здійснення поставок зі Сполучених Штатів Америки, де внаслідок «сланцевої революції» з’явився великий ресурс етану, до крекінг-установки у шведському місті Стенунгсунд. У липні 2017-го Navigator Aurora доправило до Швеції перший вантаж.
У жовтні 2017 року Navigator Aurora стало першим в історії судном з двигунами на зрідженому природному газі, яке провело прийом цього палива поза межами терміналу методом ship-by-ship. Операція відбулась у Дана-фіорді за допомогою спеціалізованого бункерувальника Coralius, при цьому завдяки здатності Navigator Aurora використовувати власне обладнання для попереднього охолодження паливного резервуару (всього під час cool-down потрібно знизити його температуру до -160 градусів, після чого можливо починати закачування ЗПГ), процес бункерування був менш тривалим ніж звичайно та зайняв лише 6 годин.